# Тарусин Богдан Олександрович
Тарусин Богдан Олександрович — старший сержант Національної поліції України, учасник російсько-української війни, який загинув у ході російського вторгнення в Україну в 2022 році.

## Життєпис
Богдан Тарусин обіймав посаду старшого сержанта поліції поліцейського взводу № 2 роти патрульної служби поліції особливого призначення «Схід» ГУНП в Харківській області. До лав підрозділу він вступив незадовго до повномасштабного російського вторгнення в Україну. Загинув під час оборони Харкова о 8 годині ранку 2 березня 2022 року разом із співробітниками харківської поліції Федором Тахтаджієвим та Валерієм Котенком. Тіло загиблого Богдана Тарусіна витягли з-під завалів будівлі Головного управління Національної поліції в Харківській області. Указом Президента України № 144/2022 від 17 березня 2022 року нагороджений орденом «За мужність» ІІІ ступеня (посмертно).
20 червня 2022 року голова Харківської обласної військової адміністрації Олег Синєгубов і керівник Головного управління Національної поліції Харківської області Володимир Тимошко передали ордени «За мужність» III ступеня дружині Богдана Тарусина, а також родинам загиблих майора поліції Федора Тахтаджиєва, старшого лейтенанта Максима Волика, майора поліції Ігора Подаруєва та сержанта поліції Олександра Семерніна.

## Нагороди
- орден «За мужність» III ступеня (2022, посмертно) — за особисту мужність і самовіддані дії, виявлені у захисті державного суверенітету та територіальної цілісності України, вірність військовій присязі[7].